# Северошотландска планинска земя
Северошотландската планинска земя (на английски: Northern Highlands of Scotland) е обширна планинска система в Северна и Централна Шотландия и са най-високите части на Великобритания и Северна Ирландия. Разположена е в северната и централната част на Шотландия между Северно море на изток, Атлантическия океан на север и запад и Средношотландската низина на юг. Площ около 40 хил.km². Максимална височина връх Бен Невис (1343 m), издигащ се в западната част на Грампианските планини. Простира се от север на юг на протежение около 270 km, ширина до 210 km и обхваща около 2/3 от територията на Шотландия. Северошотландската планинска земя е изградена предимно от гнайси, гранити, кристалинни шисти, кварцити и в по-малък обем червеноцветни пясъчници и вулканични породи. Цялата планинска земя е дълбоко разчленена от тектонски падини (най-голяма – Глен Мор) на редица плата, планински масиви и хребети (Северозападна планинска земя, Грампиански планини, Моналия и др.) с древноледникови релефни форми. Склоновете са разсечени от дефилета и проломи, а на запад завършват с дълбоки фиорди и дълги полуострови. Климатът е умерен океански с мека зима и прохладно лято. Годишна сума на валежите над 1000 mm. От нея водят началото си много реки, течащи основно на изток и югоизток: Хелмсдейл, Ойкел, Бюли, Финдхорн, Спей, Дон, Дий, Тей. Множество дълги и тесни езера: Лох Шин, Лох Мари, Лох Нес, Лох Лохи, Лох О, Лох Ерихт, Лох Ранох, Лох Тей, Лох Ломънд и др. Обширни плоши са заети от блата, торфища, тресавища, мочурища и планински пасища, а тук-таме се срещат малки брезови и борови горички. Интензивно животновъдство.